# Sun Shuwei
Sun Shuwei (chinês tradicional: 孫淑偉, chinês simplificado: 孙淑伟, pinyin: Sūn Shúwěi; Jieyang, 1 de fevereiro de 1976) é um saltador chinês, campeão olímpico.

## Carreira
Sun começou a treinar saltos ornamentais em 1984. Como um atleta de bom desempenho, entrou para a equipe nacional da China em 1989. Ele competiu nos Jogos Olímpicos de Verão de 1992 em Barcelona e venceu a prova masculina de plataforma de 10 metros com a pontuação total de 677.31. Aposentou-se oficialmente em 2001. Mais tarde, em 2002, tornou-se treinador da vitoriosa equipe de chineses que viria a dominar o cenário mundial.